# 너클 웨폰
너클 웨폰(Martial Outlaw)은 미국에서 제작된 커트 앤더슨 감독의 1993년 액션, 범죄, 드라마 영화이다. 제프 윈콧 등이 주연으로 출연하였고 피에르 데이비드 등이 제작에 참여하였다.

## 출연

### 주연
- 제프 윈콧
- 크리스타 에릭슨
- 게리 허드슨

### 조연
- 리차드 재켈
- 안나 카린
- 릴리아나 코모로스카
- 크리스토퍼 크리에사

## 제작진
- 미술: 데보라 레이몬드
- 미술: 도리안 버나치오
- 의상: 야나 서킨